# Iris (série de televisão)
Iris (hangul: 아이리스; rr: Airiseu) é uma série de televisão sul-coreana de espionagem que estreou em 2009. Estrelada por Lee Byung-hun, Kim Tae-hee, Jung Joon-ho, Kim Seung-woo, Kim So-yeon e T.O.P (Choi Seung-hyun) da Big Bang. A trama gira em torno de dois melhores amigos do 707º Batalhão de Missões Especiais recrutados para uma agência secreta de operações negras sul-coreana conhecida como Serviço de Segurança Nacional. Enquanto os dois amigos descobrem que sua lealdade é testada e forjam novas e improváveis alianças, a jornada os leva de seu país natal para a Hungria, Japão e China, onde se encontram no centro de uma conspiração internacional. A série estreou na KBS2 em 14 de outubro de 2009, com um total de vinte episódios.
Com um orçamento superior a 40 bilhões de won (34 milhões de dólares), Iris, junto com seu spin-off Athena: Goddess of War, compartilha o recorde dos dramas coreanos mais caros já produzidos. A série foi um sucesso comercial e de crítica, com uma audiência média de mais de 30%, além de ser classificada como o melhor programa de forma consistente todas as semanas após sua estréia. A série também levou para casa muitas das maiores homenagens no KBS Drama Awards de 2009, incluindo o prêmio Daesang para Lee Byung-hun.
O sucesso da série levou a um longa-metragem, um spin-off de 2010 e uma sequência em 2013.
No Brasil a série estreou 6 de janeiro de 2015 no +Globosat. Na TV aberta , foi exibida pela Record entre 6 de janeiro a 28 de fevereiro de 2025, em 40 episódios, na faixa das 23h45.Foi reprisada pela Record entre 17 de abril a 16 de maio de 2025, em 20 episódios, novamente na faixa das 23h45.

## Enredo
Os melhores amigos Kim Hyun-jun (Lee Byung-hun) e Jin Sa-woo (Jung Joon-ho) estavam treinando sob o 707º Batalhão de Missões Especiais durante seu  serviço militar obrigatório sul-coreano, quando são observados pela agência secreta NSS (National Security Service, em português: Serviço de Segurança Nacional), que designa sua agente Choi Seung-hee (Kim Tae-hee) para recrutá-los. Os dois se apaixonam por ela sem saber um do outro. Kim Hyun-jun e Jin Sa-woo são secretamente capturados e submetidos a um teste simulado de tortura, ao passarem no teste, passam a integrar a equipe de agentes da agência, sendo apresentados posteriormente ao seu diretor Baek San (Kim Yeong-cheol). O mesmo explica a ambos, que a NSS é uma organização secreta encarregada de descobrir ameaças terroristas e proteger o país tanto de ameaças externas quanto os seus interesses internos, através de operações secretas, incluindo o assassinato de qualquer um que possa ser uma ameaça à segurança nacional sul-coreana (SK). Desde a sua fundação em 1976, durante o governo do presidente Park Chung-hee, a própria existência da agência continua a ser um segredo de Estado para todos, incluindo para o próprio presidente. 
Kim Hyun-jun recebe uma missão individual na Hungria, que é o de assassinar um ministro norte-coreano, posteriormente ele acaba sendo procurado pela polícia húngara e por agentes norte-coreanos, dentre eles está Seon-hwa (Kim So-yeon). Ferido, ele consegue escapar e tenta obter ajuda da NSS sem sucesso. Em sua busca para descobrir a verdade e se vingar da NSS, Kim Hyun-jun se depara com Iris, uma misteriosa organização terrorista que possui como membro o assassino Vick (Choi Seung-hyun), que reporta suas ações ao seu superior que atende pelo nome de Mr. Black.

## Elenco

### Elenco principal
- Lee Byung-hun como Kim Hyun-jun

Um homem que possui uma excelente memória fotográfica, que detém uma capacidade atlética superior e pró-eficiência com a maioria das armas de fogo, são características que levam Hyun-jun a possuir pouca dificuldade em destacar-se como membro da NSS. Assumindo o codinome de "TK1" durante as operações, ele é frequentemente emparelhado com seu amigo e colega Jin Sa-woo.
- Kim Tae-hee como Choi Seung-hee

Classificada como uma "líder de equipe" dentro da NSS, Seung-hee é uma especialista em perfis, é ela que auxilia Park Sang-hyun, o segundo na linha de comando, no recrutamento de Hyun-jun e mais diretamente de Sa-woo. Admirada por sua beleza e perspicácia, Seung-hee é apreciada por todos dentro da organização e permanece muito próxima de sua companheira de NSS, Yang Jung-in.
- Jung Joon-ho como Jin Sa-woo

Um amigo que cresceu ao lado de Hyun-jun, Sa-woo é o mais equilibrado e responsável dos dois. Como membros das Forças Especiais, eles frequentemente se encontravam em intensas competições, e depois de se juntarem a NSS, se viram competindo pelo afeto de Seung-hee. De acordo com o codinome de Hyun-jun, ele se torna conhecido como "TK2".
- Kim Seung-woo como Park Cheol-young
- Kim So-yeon como Kim Seon-hwa
- Choi Seung-hyun como Vick

### Elenco de apoio
| (NSS) - Kim Yeong-cheol como Baek San - Yoon Je-moon como Park Sang-hyun - Kim Hye-jin como Yang Jung-in - Hyun Jyu-ni como Yang Mi-jung - Na Yoon como Hwang Tae-sung - Yoon Joo-sang como Oh Hyun-ku - Kim Yoon-tae como agente do interrogatório de Kim Seon-hwa - Sung Woong como um agente Casa azul (casa presidencial sul-coreana) - Lee Jung-gil como Cho Myung-ho - Jung Han-yong como Jung Jyun-jun - Myung Ji-yun como Hong Jung - Jung Jong Joon como Kwan Oh Hyun - Park Yong-ki como Yoo Kang OhSoo-jin Coreia do Norte - Choi Jong-hwan como Eon Gi-hoon - Jang Dong-jik como Kang Do Chul - Lee Un jung como Baek Kyung-hwa - Kim Ho seung como agente terrorista - Yeo Ho min como Oh Kwang-soo - Kim Min chan como Kim Hyun suk - Jo Won-hee como Hong Seung Ryong - Lee Suk-goo como Yoon Sung chul - Park Soo-hyun como Park Joong kwon - Jo Ji-hwan como um agente - Kim Hyung-jong como um agente | Iris - Gil Geum sung como Eo Sung-shik - Im Hyung-joon como subordinado de Jin Sa-woo - Ryu Seung-ryong - David McInnis como Ray - Lee Jung-yong - Son Jung-min - Ito Masayuki como membro japonês Outros - Karen Miyama como Yuki - Yoo Min como Eriko Sato |

## Produção e filmagem
Tendo seu conceito geral baseado no filme Shiri de 1999, a série foi relevada pela primeira vez em 2008, atraindo grande atenção devido seu orçamento recorde. Kang Je-gyu, o diretor de Shiri, esteve envolvido no desenvolvimento inicial do projeto para a televisão, que viria a ser dirigido por Kim Kyu-tae e Yang Yun-ho. Em 18 de abril de 2008, foi anunciado o nome de Lee Byung-hun para o papel principal, o ator estava afastado da televisão há cinco anos a fim de focar-se no cinema.
As primeiras cenas de Iris foram filmadas em Akita no Japão em 10 de março de 2009, a equipe de filmagem passou três semanas no país. Ao longo das filmagens, os atores foram muitas vezes os responsáveis por gravar as suas próprias cenas e sequências de ação. Para se preparar para as exigências físicas que a série demandava, vários membros do elenco principal, incluindo Kim Tae-hee, foram submetidos a um treinamento especial para conferir autenticidade as cenas de ação.
Em 9 de junho a equipe de filmagem foi a Hungria onde passou um mês. No final de julho foi anunciada a data de estreia da série e as filmagens deram continuidade ao longo do ano.

## Transmissão e impacto no Japão
Iris estreou em 14 de outubro de 2009 com uma forte audiência e passou a se tornar uma das séries mais bem sucedidas do ano na Coreia do Sul, ganhando inúmeros prêmios para seus atores e produção. A série terminou sua temporada em 17 de dezembro de 2009. A KBS anunciou que um especial seria exibido em 22 de dezembro, contendo os bastidores das filmagens na Hungria, Japão e Coreia do Sul, junto com entrevistas do elenco e equipe.
Em 28 de janeiro de 2010 foi noticiado que o direito de distribuição para o mercado japonês, havia sido adquirido pela TBS por 400 milhões de yenes. Sua estreia com duas horas de duração, atraiu uma elevada audiência para a TBS durante todo o dia. A transmissão foi precedida por aparições dos atores Lee Byung-hun e Kim Tae-hee em inúmeros programas japoneses, além de outdoors e cartazes inseridos na cidade de Tóquio. Em maio de 2010, dois eventos em formato de concertos obtiveram vendas esgotadas, com um público total de sessenta mil pessoas. Os concertos foram uma combinação de entrevistas ao vivo com grande parte do elenco principal, recriações de cenas cruciais da série e performances de atos musicais com a sua trilha sonora. A emissora japonesa TBS revelou em junho de 2010, que a transmissão da série via satélite havia quebrado recordes diários, com o dobro da audiência de programas anteriores. Tal foi a influência da série no país, que voos entre Seul e Akita que estavam próximos de serem desativados, foram revitalizados como resultado do interesse turístico. Devido ao comércio gerado pela prefeitura de Akita, por Iris ter sido filmado lá, os governos locais do Japão, começaram a competir para conseguir o interesse de produtores, a fim de obter futuros turistas, devido as instalações para a gravação de séries.

## Recepção
Na tabela abaixo, os números azuis representam as audiências mais baixas e os números vermelhos representam as audiências mais elevadas.
| Episódio | Data de transmissão original | Audiência média | Audiência média              | Audiência média | Audiência média              |
| Episódio | Data de transmissão original | TNmS Ratings    | TNmS Ratings                 | AGB Nielsen     | AGB Nielsen                  |
| Episódio | Data de transmissão original | Em todo o país  | Região Metropolitana de Seul | Em todo o país  | Região Metropolitana de Seul |
| -------- | ---------------------------- | --------------- | ---------------------------- | --------------- | ---------------------------- |
| 1        | 14 de outubro de 2009        | 24.5%           | 25.4%                        | 20.3%           | 21.3%                        |
| 2        | 15 de outubro de 2009        | 25.3%           | 26.1%                        | 23.0%           | 24.7%                        |
| 3        | 21 de outubro de 2009        | 27.9%           | 29.3%                        | 25.9%           | 27.5%                        |
| 4        | 22 de outubro de 2009        | 26.2%           | 27.2%                        | 23.8%           | 25.2%                        |
| 5        | 28 de outubro de 2009        | 29.6%           | 30.3%                        | 26.7%           | 28.1%                        |
| 6        | 29 de outubro de 2009        | 28.9%           | 29.8%                        | 27.7%           | 29.0%                        |
| 7        | 4 de outubro de 2009         | 30.7%           | 31.1%                        | 27.8%           | 27.9%                        |
| 8        | 5 de outubro de 2009         | 30.9%           | 31.9%                        | 27.1%           | 27.4%                        |
| 9        | 11 de novembro de 2009       | 32.7%           | 33.3%                        | 28.2%           | 28.9%                        |
| 10       | 12 de novembro de 2009       | 33.7%           | 34.5%                        | 28.6%           | 29.7%                        |
| 11       | 18 de novembro de 2009       | 34.1%           | 34.9%                        | 29.3%           | 30.1%                        |
| 12       | 19 de novembro de 2009       | 31.3%           | 32.3%                        | 28.0%           | 29.9%                        |
| 13       | 25 de novembro de 2009       | 32.0%           | 32.5%                        | 29.6%           | 31.0%                        |
| 14       | 26 de novembro de 2009       | 32.5%           | 33.4%                        | 27.4%           | 27.7%                        |
| 15       | 2 de dezembro de 2009        | 34.7%           | 35.5%                        | 30.6%           | 32.5%                        |
| 16       | 3 de dezembro de 2009        | 35.7%           | 36.5%                        | 31.3%           | 32.8%                        |
| 17       | 9 de dezembro de 2009        | 37.2%           | 39.1%                        | 32.8%           | 34.0%                        |
| 18       | 10 de dezembro de 2009       | 35.7%           | 37.8%                        | 32.2%           | 32.9%                        |
| 19       | 16 de dezembro de 2009       | 35.0%           | 36.4%                        | 31.6%           | 33.2%                        |
| 20       | 17 de dezembro de 2009       | 39.9%           | 41.8%                        | 35.5%           | 37.3%                        |
| Média    | Média                        | 31.9%           | 33.0%                        | 28.4%           | 29.6%                        |
| Especial | 23 de dezembro de 2009       | 12.0%           | 12.8%                        | 10.0%           | 10.5%                        |

## Trilha sonora
A trilha sonora de Iris foi lançada como um álbum de dezesseis faixas em 13 de novembro de 2009, contendo músicas compostas por Yi Dong-jun e Choe Seong-gwon. A trilha sonora ainda inclui os vocais de Baek Ji-young, Shin Seung-hun e Big Bang.
Em 24 de dezembro, uma edição limitada foi lançada através de dois disc-sets trazendo um livro de fotos de 76 páginas. O primeiro disco contêm dez temas vocais, com quatro canções que foram utilizadas na segunda metade da série, mas que não foram incluídas no lançamento original. O segundo disco contêm quinze instrumentais.
Na semana que precedeu a estreia da série na televisão japonesa, foi anunciado que o Big Bang contribuiria com uma nova canção a ser inseria na transmissão do canal TBS. Intitulada de "Tell Me Goodbye", a faixa foi lançada como um single no país em 9 de junho de 2010, e disponível nas edições de CD e CD&DVD. Além disso, um box set deluxe de Iris foi lançado em 26 de maio de 2010, contendo 13 temas vocais e 19 instrumentais em dois discos, o lançamento inclui um livro de fotos de 72 páginas, adaptado da versão coreana e um DVD de vídeos de música, usado para promover a série.
| Edição regular coreana |                              |                             |                                |                |         |  |
| N.º                    | Título                       | Letras                      | Música                         | Artista        | Duração |  |
| 1.                     | "Don't Forget (잊지말아요)"  | Choi Gab-won                | Kim Do-hun, Lee Hyun-seung     | Baek Ji-young  | 4:05    |  |
| 2.                     | "Love of Iris"               | Yang Jae-seon               | Shin Seung-hun, Lee Hyun-seung | Shin Seung-hun | 3:47    |  |
| 3.                     | "Dreaming Dream (꿈을 꾸다)" | Lee Hyun-seung, Kim Tae-woo | Lee Hyun-seung                 | Kim Tae-woo    | 4:22    |  |
| 4.                     | "Hallelujah (할렐루야)"      | G-Dragon                    | Teddy, G-Dragon                | Big Bang       | 3:14    |  |
| 5.                     | "Empty"                      | Kim Soo-jin                 | Kim Soo-jin                    | Hyun Jyu-ni    | 3:52    |  |
| 6.                     | "Main Title"                 | –                           | Yi Dong-jun                    | –              | 2:26    |  |
| 7.                     | "Mission of Destiny"         | –                           | Yi Dong-jun                    | –              | 2:27    |  |
| 8.                     | "Assassination"              | –                           | Yi Dong-jun                    | –              | 3:06    |  |
| 9.                     | "Fight Factory"              | –                           | Yi Dong-jun                    | –              | 2:17    |  |
| 10.                    | "Destiny Love"               | –                           | Yi Dong-jun                    | –              | 4:01    |  |
| 11.                    | "Pretty Love"                | –                           | Yi Dong-jun                    | –              | 3:50    |  |
| 12.                    | "Sad Love"                   | –                           | Yi Dong-jun                    | –              | 2:53    |  |
| 13.                    | "Hard Day"                   | –                           | Yi Dong-jun                    | –              | 2:33    |  |
| 14.                    | "Midnight Run"               | –                           | Choe Seong-gwon                | –              | 2:46    |  |
| 15.                    | "Bullets"                    | –                           | Choe Seong-gwon                | –              | 3:17    |  |
| 16.                    | "No Way Out"                 | –                           | Choe Seong-gwon                | –              | 2:20    |  |

| Edição limitada coreana (Disco 1) |                                                     |                |         |  |
| N.º                               | Título                                              | Artista        | Duração |  |
| 1.                                | "Dreaming Dream (꿈을 꾸다)"                        | Kim Tae-woo    | 4:22    |  |
| 2.                                | "Don't Forget (잊지 말아요)"                        | Baek Ji-young  | 4:05    |  |
| 3.                                | "Can I Love (사랑하면 안되나요)"                    | Seo In-young   | 3:41    |  |
| 4.                                | "Hallelujah (할렐루야)"                             | Big Bang       | 3:14    |  |
| 5.                                | "Love Of Iris"                                      | Shin Seung-hun | 3:49    |  |
| 6.                                | "True Love... (사랑 참...)"                         | December       | 3:31    |  |
| 7.                                | "How Do I Hold Back the Tears (어떻게 눈물 참는지)" | Lee Jung-hyun  | 4:36    |  |
| 8.                                | "Good for Everybody (너라서 좋았다)"                | Ji-hoon        | 3:47    |  |
| 9.                                | "Empty"                                             | Hyun Jyu-ni    | 3:52    |  |
| 10.                               | "Doraolsun Eomnayo (돌아올순 없나요)"               | December       | 3:44    |  |

| Edição limitada coreana (Disco 2) |                            |                 |         |  |
| N.º                               | Título                     | Música          | Duração |  |
| 1.                                | "Main Title"               | Yi Dong-jun     | 2:26    |  |
| 2.                                | "Mission of Destiny"       | Yi Dong-jun     | 2:27    |  |
| 3.                                | "Assassination"            | Yi Dong-jun     | 3:06    |  |
| 4.                                | "Fight Factory"            | Yi Dong-jun     | 2:17    |  |
| 5.                                | "Destiny Love"             | Yi Dong-jun     | 4:01    |  |
| 6.                                | "Pretty Love"              | Yi Dong-jun     | 3:50    |  |
| 7.                                | "Sad Love"                 | Yi Dong-jun     | 2:53    |  |
| 8.                                | "Sad Love (versão violão)" | Yi Dong-jun     | 2:10    |  |
| 9.                                | "Chase 140"                | Yi Dong-jun     | 1:42    |  |
| 10.                               | "Chase 150"                | Yi Dong-jun     | 2:07    |  |
| 11.                               | "Tension 80-2"             | Yi Dong-jun     | 5:08    |  |
| 12.                               | "Hard Day"                 | Yi Dong-jun     | 2:33    |  |
| 13.                               | "Midnight Run"             | Choe Seong-gwon | 2:46    |  |
| 14.                               | "Bullets"                  | Choe Seong-gwon | 3:17    |  |
| 15.                               | "No Way Out"               | Choe Seong-gwon | 2:20    |  |

| Box set japonês edição deluxe (Disco 1) |                                                             |                |         |  |
| N.º                                     | Título                                                      | Artista        | Duração |  |
| 1.                                      | "Stay"                                                      | Lee Byung-hun  | 3:52    |  |
| 2.                                      | "Dreaming Dream (夢を見る)"                                 | Kim Tae-woo    | 4:22    |  |
| 3.                                      | "Don't Forget (忘れないで)"                                 | Baek Ji-young  | 4:05    |  |
| 4.                                      | "Can I Love (愛してはいけませんか)"                         | Seo In-young   | 3:41    |  |
| 5.                                      | "Hallelujah (ハレルヤ)"                                     | Big Bang       | 3:14    |  |
| 6.                                      | "Love of Iris"                                              | Shin Seung-hun | 3:47    |  |
| 7.                                      | "True Love... (愛って本当に...)"                            | December       | 3:31    |  |
| 8.                                      | "How Do I Hold Back the Tears (どうやって涙をこらえるのか)" | Lee Jung-hyun  | 4:36    |  |
| 9.                                      | "Good for Everybody (君でよかった)"                         | Ji-hoon        | 3:47    |  |
| 10.                                     | "Empty"                                                     | Hyun Jyu-ni    | 3:52    |  |
| 11.                                     | "Doraolsun Eomnayo (戻れないでしょうか)"                    | December       | 3:44    |  |
| 12.                                     | "Endless Road (versão japonesa)"                            | Lee Byung-hun  | 4:18    |  |
| 13.                                     | "Endless Road (versão coreana)"                             | Lee Byung-hun  | 4:15    |  |

| Box set japonês edição deluxe (Disco 2) |                           |                 |         |  |
| N.º                                     | Título                    | Música          | Duração |  |
| 1.                                      | "Main Title"              | Yi Dong-jun     | 2:26    |  |
| 2.                                      | "Mission of Destiny"      | Yi Dong-jun     | 2:27    |  |
| 3.                                      | "Assassination"           | Yi Dong-jun     | 3:06    |  |
| 4.                                      | Sem título                | Yi Dong-jun     | 2:17    |  |
| 5.                                      | Sem título                | Yi Dong-jun     | 4:01    |  |
| 6.                                      | "Pretty Love"             | Yi Dong-jun     | 3:50    |  |
| 7.                                      | "Sad Love"                | Yi Dong-jun     | 2:53    |  |
| 8.                                      | "Sad Love (versão piano)" | Yi Dong-jun     | 2:11    |  |
| 9.                                      | "First Love"              | Yi Dong-jun     | 2:18    |  |
| 10.                                     | "Chase 140"               | Yi Dong-jun     | 1:42    |  |
| 11.                                     | "Chase 150"               | Yi Dong-jun     | 2:07    |  |
| 12.                                     | "Tension 80"              | Yi Dong-jun     | 0:53    |  |
| 13.                                     | "Tension 80-2"            | Yi Dong-jun     | 5:08    |  |
| 14.                                     | "Mystery 70"              | Yi Dong-jun     | 2:02    |  |
| 15.                                     | "Big"                     | Yi Dong-jun     | 3:44    |  |
| 16.                                     | "Hard Day"                | Yi Dong-jun     | 2:33    |  |
| 17.                                     | "Midnight Run"            | Choe Seong-gwon | 2:46    |  |
| 18.                                     | "Bullets"                 | Choe Seong-gwon | 3:17    |  |
| 19.                                     | "No Way Out"              | Choe Seong-gwon | 2:20    |  |

## Prêmios
| Ano  | Prêmio                           | Categoria                                  | Beneficiário                 | Ref.   |
| ---- | -------------------------------- | ------------------------------------------ | ---------------------------- | ------ |
| 2009 | KBS Drama Awards                 | Prêmio de Melhor Casal                     | Lee Byung-hun e Kim Tae-hee  | [ 29 ] |
| 2009 | KBS Drama Awards                 | Prêmio de Popularidade, Atriz              | Kim So-yeon                  | [ 29 ] |
| 2009 | KBS Drama Awards                 | Prêmio de Popularidade do Internauta, Ator | Lee Byung-hun                | [ 29 ] |
| 2009 | KBS Drama Awards                 | Prêmio de Melhor Ator Coadjuvante          | Yoon Joo Sang                | [ 29 ] |
| 2009 | KBS Drama Awards                 | Prêmio de Excelência, Atriz                | Kim Tae-hee                  | [ 29 ] |
| 2009 | KBS Drama Awards                 | Prêmio de Excelência, Ator                 | Jung Joon-ho e Kim Seung-woo | [ 29 ] |
| 2009 | KBS Drama Awards                 | Grande Prêmio (Daesang)                    | Lee Byung-hun                | [ 29 ] |
| 2010 | Baeksang Arts Awards             | Prêmio de Melhor Ator                      | Lee Byung-hun                | [ 30 ] |
| 2010 | Baeksang Arts Awards             | Prêmio de Melhor Drama                     | Iris                         | [ 30 ] |
| 2010 | Korea Drama Awards               | Prêmio de Melhor Diretor de Produção       | Chung Tae-won                |        |
| 2010 | Korea Drama Awards               | Prêmio de Melhor Diretor em Minisséries    | Kim Kyu-tae                  |        |
| 2010 | Seoul International Drama Awards | Prêmio de Melhor Ator                      | Lee Byung-hun                | [ 31 ] |
| 2010 | Tokyo Drama Awards               | Prêmio Especial para Dramas Estrangeiros   | Iris                         | [ 32 ] |
| 2010 | Tokyo Drama Awards               | Melhor Ator na Ásia                        | Lee Byung-hun                | [ 32 ] |

## Transmissão internacional
| País      | Emissora                    | Título                            |
| --------- | --------------------------- | --------------------------------- |
| Japão     | TBS                         | IRIS-アイリス-                    |
| Hong Kong | TVB Drama TVB HD Jade       | Iris                              |
| Hong Kong | Xing Kong                   | Iris                              |
| Taiwan    | ETTV                        | Iris                              |
| Polónia   | Tele 5                      | Irys                              |
| Bulgaria  | bTV                         | Ирис                              |
| Botswana  | Botswana TV                 | IRIS                              |
| Índia     | Puthuyugam TV               | Iris ஐரிஸ்                          |
| Brasil    | +Globosat Record            | Iris: Organização Secreta Coreana |
| Tailândia | Channel 7 Mono 29 Mono Plus | IRIS นักฆ่า / ล่า / หัวใจเธอ          |
| Filipinas | GMA Network                 | IRIS                              |

## Spin-off
Seguindo o sucesso de Iris, um spin-off da série começou a ser gravado em 2010 e estreou no final do mesmo ano, sendo exibido entre 13 de dezembro de 2010 a 21 de fevereiro de 2011 pela SBS. Com o título de Athena: Goddess of War, seu elenco foi formado por Jung Woo-sung, Cha Seung-won, Soo Ae, Choi Si-won e Lee Ji-ah. A série foi filmada em diversos locais no exterior, incluindo a Itália, Nova Zelândia, Japão e Estados Unidos. Chung Tae-won, confirmou em entrevista em 31 de maio de 2010, que Iris e Athena eram ambientados no mesmo universo, permitindo a interação de personagens das duas franquias.

## Sequência
Em 24 de agosto de 2012, durante a pré-produção da sequência da série original, foi anunciado que Lee Byung-hun e Kim Tae-hee, não iriam reprisar seus papéis. Mais tarde, em 13 de fevereiro de 2013, a série estreou na KBS2 com o nome de ris II: New Generation, trazendo vinte episódios e um elenco formado pelos novos atores Jang Hyuk, Lee Da-hae, Lee Beom-soo, Oh Yeon-soo, Yoon Doo-joon, Im Soo-hyang, Lee Joon e o retorno de poucos, como Kim Yeong-cheol, que voltou como o vilão Baek San da série original. Iris II: New Generation continua a história dos agentes da NSS contra a misteriosa organização Iris.

## Filme
Uma compilação dos vinte episódios da série de televisão, levou a uma adaptação ao cinema com o nome de Iris: The Movie. O filme ainda traz cenas adicionais que expandiram a história original, incluindo um novo final estendido. A estreia ocorreu no Hong Kong International Film Festival e foi lançado na Coreia do Sul através da empresa de distribuição de conteúdo Cine21i, em 22 de novembro de 2010. O filme teve sua estreia no Japão em 8 de janeiro de 2011 sob o nome de Iris: The Last.